# Самбрано, Карлос (боксёр)
Карлос Самбрано Кордова (исп. Carlos Zambrano Cordova; род. 12 июля 1984, Чинча-Альта, Перу) — перуанский боксёр-профессионал, выступающий в полулёгкой весовой категории (англ. Featherweight, до 57,153 кг). Временный чемпион мира по версии WBA (2015—2017) в полулёгком весе.

## Биография
Внук Мауро Мины, который считался лучшим перуанским боксёром в своё время. Имеет вид на жительство в США в Норт-Бергене, штат Нью-Джерси.

## Любительская карьера
Он провёл 294 любительских боя и одержал 288 побед, при 6 поражениях (288-6-0).

## Статистика профессиональных боёв
В таблице перечислены результаты всех поединков боксёров.
В каждой строке указан результат поединка. Дополнительно номер поединка обозначен цветом, который обозначает итог поединка. Расшифровка обозначений и цветов представлена в нижеследующей таблице.
| Пример | Расшифровка                     |
| ------ | ------------------------------- |
|        | Победа                          |
|        | Ничья                           |
|        | Поражение                       |
|        | Планируемый поединок            |
|        | Поединок признан несостоявшимся |
| КО     | Нокаут                          |
| ТКО    | Технический нокаут              |
| PTS    | Решение судей (по очкам)        |
| UD     | Единогласное решение судей      |
| MD     | Решение большинства судей       |
| SD     | Раздельное решение судей        |
| RTD    | Отказ от продолжения боя        |
| DQ     | Дисквалификация                 |
| NC     | Поединок признан несостоявшимся |

| 29 поединков, 27 побед (11 нокаутом), 2 поражения. | 29 поединков, 27 побед (11 нокаутом), 2 поражения. | 29 поединков, 27 побед (11 нокаутом), 2 поражения. | 29 поединков, 27 побед (11 нокаутом), 2 поражения.             | 29 поединков, 27 побед (11 нокаутом), 2 поражения. | 29 поединков, 27 побед (11 нокаутом), 2 поражения.                                                                                                 | 29 поединков, 27 побед (11 нокаутом), 2 поражения. |
| Рекорд                                             | Дата боя                                           | Соперник                                           | Место проведения боя                                           | Раундов, время                                     | Комментарии |                                                    |
| -------------------------------------------------- | -------------------------------------------------- | -------------------------------------------------- | -------------------------------------------------------------- | -------------------------------------------------- | --- | -------------------------------------------------- |
| 27-2                                               | 18 сентября 2021                                   | Луис Кольменарес (8-6)                             | Пунта-Хермоса, Перу                                            | UD 6 (6)                                           | Счёт: 59-57, 58-56 (дважды). |                                                    |
| 26-2                                               | 4 марта 2021                                       | Брайан Шевалье (14-1-1)                            | Municipal Boxing Gym Felix Pagan Pintor, Гвайнабо, Пуэрто-Рико | KO 3 (8), 2:21                                     | |                                                    |
| 26-1                                               | 29 апреля 2017                                     | Клаудио Марреро (21-1)                             | Лас-Вегас, Невада, США                                         | KO 1 (12), 1:30                                    | Потерял титул временного чемпиона мира по версии WBA (2-я защита Самбрано) и бой за вакантный титул чемпиона мира по версии IBO в полулёгком весе. |                                                    |
| 26-0                                               | 1 августа 2015                                     | Хосе Санмартин (17-1-1)                            | Чинча, Перу                                                    | UD 12 (12)                                         | Счёт: 115-113, 117-112 (дважды). Защитил титул временного чемпиона мира по версии WBA (1-я защита Самбрано) в полулёгком весе.                     |                                                    |
| 25-0                                               | 28 марта 2015                                      | Даниэль Рамирес (24-0)                             | Лима, Перу                                                     | UD 12 (12)                                         | Счёт: 118-111, 116½-113½, 116-112. Завоевал титул временного чемпиона мира по версии WBA в полулёгком весе.                                        |                                                    |